# Hiroki Sugajima
Hiroki Sugajima (født 11. maj 1995) er en japansk fodboldspiller, som spiller for den japanske fodboldklub Tokyo Verdy.